# Le Cheval blanc (Malevitch)
Pour les articles homonymes, voir Cheval blanc.
Le Cheval blanc, ou Homme et Cheval, est un tableau réalisé par Kasimir Malevitch autour de 1930-1931. Cette huile sur toile représente un homme vêtu de rouge et noir devant un cheval blanc. Elle est conservée au musée national d'Art moderne, à Paris.